# На схід від Едему (роман)
На схід від Едему (англ. East of Eden) — роман американського письменника, лауреата Нобелівської премії з літератури Джона Стейнбека. Сімейна сага вийшла у видавництві Viking Press у Нью-Йорку 1952 року та згодом стала бестселером. Кажуть, що Стейнбек вважав «На схід від Едему» своїм opus magnum; принаймні, серед читачів це, мабуть, найпопулярніший його роман донині. Екранізація 1955 року Еліа Казана з Джеймсом Діном у головній ролі також стала всесвітньо відомою, хоча в ній йдеться лише про останню чверть книги.

## Сюжет
Роман складається з чотирьох частин. Дія відбувається в долині Салінас (Каліфорнія).

### Частина 1
Молодий Семюель Гамільтон та його дружина Лайза покинули Північну Ірландію та оселилися фермерами в Каліфорнії. У них четверо синів: Джордж, Вілл, Том і Джозеф, і п'ять дочок: Уна, Ліззі, Дессі, Олів (мати оповідача) і Моллі.
Сайрус Траск, солдат, який отримав поранення в ногу, має ферму в Коннектикуті. У нього була перша дитина, Адам, від першої дружини, яка покінчила життя самогубством, і друга дитина, Чарльз, від фермерської дівчини, на ім'я Аліса.
Перша частина розповідає історію життя двох родин до кінця століття.

### Частина 2
На зорі 20 століття.
У другій частині Адам і Чарльз переживають різні конфлікти, які призводять до сварок між братами. Адам то йде, то повертається до армії і в перервах між їхніми сварками подорожує Сполученими Штатами. У цей час Адам зустрічає свою майбутню дружину.

### Частина 3
Адам, після серйозної сварки з братом, вирішує переїхати до Каліфорнії, точніше до долини Салінас, разом із дружиною. Саме в цій третій частині відбувається кілька зустрічей з родиною Адама та сім'єю Семюеля Гамільтона. Дружина Адама народжує близнюків Аарона і Калеба. Лі, слуга-китаєць, допомагає родині доглядати за двома новонародженими дітьми. Дружина Адама залишає їх, щоб переїхати в інше місце.

### Частина 4
Саме в цій останній частині Адам живе з Аароном і Калебом не в селі, а в будинку в місті. Калеб дізнається, що його мати не померла і що вона живе в тому ж місті.

## Дійові герої
- Сім'я Траск: Сайрус Траск, пані Траск, Аліса, Адам, Чарльз, Арон, Калеб.
- Сім'я Гамільтон: Семюель Гамільтон, Ліза, Джордж, Вілл, Том, Джо, Ліззі, Уна, Дессі, Олів, Моллі.
- Інші персонажі: Кеті Еймс, Лі, Абра Бейкон, містер Едвардс, Фей, Етель, Джо Валері.

## Теми

### Біблійне натхнення
У книзі досліджуються теми розбещеності, доброчинності, любові, боротьби за визнання, величі та здатності до саморуйнування, особливо провини та свободи. Він пов'язує ці теми з посиланнями і численними паралелями з Книгою Буття (особливо з 4 розділом Буття, історією Каїна і Авеля).
Роман містить численні біблійні паралелі:
| Книга Буття, Каїн і Авель                                                                                | На схід від Едему, Чарльз і Адам | На схід від Едему, Калеб і Арон |
| --- | --- | --- |
| «І був Авель пастух отари, а Каїн був рільник» (Буття 4:2).                                              | Чарльз — фермер, який старанно працює навіть після того, як успадкував чималий статок від свого батька Сайруса.                                                                            | Калеб інвестує в посіви бобів. Арон вчиться на священика (священика часто порівнюють з пастухом, охоронцем овець Господніх). |
| «І зглянувся Господь на Авеля й на жертву його, а на Каїна й на жертву його не зглянувся.» (Буття 4:4-5) | Сайрус віддає перевагу подарунку свого сина Адама (знайденому ним безпритульному цуценяті) перед подарунком іншого сина Чарльза (дорогим, важко заробленим ножем).                         | Адам відкидає гроші свого сина Калеба і хотів би, щоб той жив хорошим життям, як Арон. |
| «І сталось, як були вони в полі, повстав Каїн на Авеля, брата свого, і вбив його.» (Буття 4:8)           | Після того, як їхній батько відмовився від них, Чарльз нападає на Адама і майже забиває його до смерті. Потім Чарльз йде за сокирою, імовірно, щоб убити Адама, але Адаму вдається втекти. | Після того, як Адам відмовляється від грошей Калеба, Калеб розповідає Арону про бордель їхньої матері. Арон у розпачі вступає до армії і гине в бою. |
| «І вмістив Господь знака на Каїні, щоб не вбив його кожен, хто стріне його.» (Буття 4:15)                | Чарльз отримує чорний шрам на лобі, коли намагається зрушити камінь зі свого поля. | Калеб описується як темніший і зловісніший на вигляд, ніж Арон. Слід також зазначити, що Адам сказав Калебу «тімшел», що означає «ти можеш». Це означає, що Калеб може подолати свою збочену природу завдяки знаку, який Бог наклав на нього. Просячи Адама пробачити свого сина, Лі також говорить йому: «Твій син позначений провиною». |
| Каїн — єдиний, хто має потомство.                                                                        | У Адама двоє дітей, але Кейт натякає, що діти можуть бути від Чарльза. | Арон гине на війні, і Калеб залишається єдиним, хто може мати дітей. |

У романі Адам, Самуїл і Лі мають важливу розмову, в якій вони усвідомлюють, що оскільки Авель помер, не маючи дітей, вони самі є нащадками Каїна. Однак це не відповідає тексту книги Буття, де вказано, що люди походять не від Каїна чи Авеля, а від третього сина Адама і Єви, Сифа.

### Упередження
Стейнбек у дискусії між Семюелем Гамільтоном і Лі, азійським слугою Адама Траска, показує важливість зовнішності та упереджень у взаємостосунках, а також хибність цих стосунків через наявність цих упереджень. Особливо запам'ятовуються коментарі Лі до Семюеля про те, чому він почав розмовляти на суржику (тут — уривчаста англійська мова, змішана з сильним азійським акцентом), хоча він народився в США і володіє англійською мовою так само добре, а то й краще, ніж більшість американців.
Аналіз Стейнбека знову виявляє розчавлювання особистості суспільством. На думку Стейнбека, люди не сприймають кожну людину з погляду її особистості, її сутності, а лише через упередження, пов'язані з етнічною зовнішністю чи функціями. Стейнбек протестує тут за соціальну справедливість, громадянську рівність і повагу до особистості. Варто зазначити, що деякі персонажі його роману дуже відрізняються зовні та в реальності: Лі, Семюел Гамільтон, Кеті Траск та інші.

### Акультурація
У тій самій розмові, що й раніше, Семюель і Лі обговорюють відмінності в можливості соціальної інтеграції між американцями залежно від їхньої етнічної приналежності. Семюел — ірландець; Лі має китайське походження, але народився в Америці. Семюел освічений, але не дуже добре; Лі — розумний, освічений і навчався в Каліфорнійському університеті.
Проте Лі відчуває, що у нього "немає жодного шансу коли-небудь зійти за американця ". Семюель відповідає, що, можливо, він зможе, якщо відріже косу, яку носить, і буде одягатися та розмовляти як американець. Але Лі відповідає: «Ні. Я намагався. Я намагався. Для так званих білих я все ще був китайцем, але китайцем, який намагався це приховати. І водночас мої друзі віддалялися від мене».

## Коротка історія роману
Під час написання роману Стейнбек по черзі розглядав кілька назв для книги: «Долина Салінас» (англ. The Salinas Valley) — робоча назва на початку; «Моя долина» (англ. My Valley) та «Вниз по долині» (англ. Down the valley) — після того, як техаський бізнесмен запропонував зробити назву більш універсальною; а потім вирішив включити біблійну алюзію безпосередньо в назву «Каїновий знак» (англ. Cain Sign). І лише переписуючи 16 віршів «Каїна та Авеля» в сам текст, він з ентузіазмом обрав для назви останні слова останнього вірша: «На схід від Едему». Цей останній вірш є:
І вийшов Каїн з-перед лиця Господнього, й осів у країні Нод, на схід від Едену.

Буття (4:16)
Стейнбек писав другу після завершення свого рукопису: «Я закінчив свою книгу тиждень тому. […] Це найдовша і найважча робота, яку я коли-небудь робив. […] Я вклав у неї все, що хотів написати все своє життя. Це „книга“. Якщо вона погана, то я завжди помилявся. Я не хочу сказати, що збираюся зупинитися, але це важлива віха, і я відчуваю себе вільною. Я можу робити з нею те, що хочу. У мене завжди була ця книга, яка чекала на те, щоб бути написаною».

## Критика
Після виходу у світ у вересні 1952 року «На схід від Едему» справив глибоке враження на широку публіку і швидко став бестселером номер один серед художніх книг. У листі до друга Стейнбек писав: «Я отримую шквал листів… Люди пишуть так, ніби це їхня книга».
Однак літературні критики не були такими прихильними. Роман не був добре сприйнятий критиками, які вважали його занадто сильним і непереконливим, особливо у використанні біблійних алюзій. Багато критиків вважали роман огидним, але захопливим через зображення насильства і сексуального садизму. Зокрема, критики вважали образ Кеті (і її жорстокість) неправдоподібним і шокуючим. Інші вважали філософію Стейнбека занадто сильною в романі та стверджували, що він був моралістом. На думку критиків, зображення Стейнбеком добра і зла було гіперболізованим і спрощеним, особливо в образі Кеті.
Саме ці аспекти полюбилися читачам і сьогодні широко визнані літературними критиками. «На схід від раю» миттєво став бестселером у листопаді 1952 року, через місяць після виходу у світ, і зараз вважається одним з найкращих досягнень Стейнбека. Щороку продається близько 50 000 примірників роману. Популярність роману знову злетіла у 2003 році після того, як він був обраний до книжкового клубу Опри. Книга посіла друге місце у списку бестселерів, довівши, що вона залишається надзвичайно популярною серед широкої публіки.

## Український переклад
- Джон Стейнбек. На схід від Едему. Пер. з анг. Тетяна Некряч. — Київ: КМ-Букс, 2018—736 с.[11]